# Ориэл Парк
«О́риэл Парк» (англ. Oriel Park, ирл. Páirc Airgíalla) — футбольный стадион в Дандолке, Ирландия. Домашняя арена футбольного клуба «Дандолк», выступающего в ирландской Премьер-лиге. Текущая вместимость составляет 4 500 мест (из них сидячих — 3 200).

## История
Стадион был построен в 1919 году. В 2005 году проведена реконструкция, во время которой покрытие поля было заменено на искусственную траву. «Дандолк» стал первым ирландским клубом, который перешёл на всесезонное покрытие, получившее лицензию ФИФА 2 звезды.
В начале 2007 года крыша основной трибуны стадиона была повреждена во время шторма и клуб провёл ещё одну реконструкцию, во время которой также были отремонтированы раздевалки. В результате вместимость стадиона была уменьшена с 12000 до 6000 мест.
После того, как клуб квалифицировался в Лигу Европы, стадиону была присвоена вторая категория от УЕФА и количество мест уменьшено до 3000 (4500 вместе со стоячими местами во внутренних соревнованиях).